# Harriet Leveson-Gower
Harriet Leveson-Gower, comtesse de Granville est une aristocrate britannique née le 29 août 1785 à Devonshire House et morte le 25 novembre 1862 à Park Lane.

## Biographie

### Enfance et formation
Elle est la fille de Georgiana Cavendish et de William Cavendish.

### Vie de famille
Elle se marie à Lord Granville Leveson-Gower le 24 décembre 1809.
Elle a eu cinq enfants dont Lady Georgiana Charlotte Fullerton et Granville George Leveson-Gower.